# Харвард Бизнес Ревю
Харвард Бизнес Ревю (на английски: Harvard Business Review) (HBR) е списание за общо управление, публикувано от „Harvard Business Publishing“, изцяло притежавано дъщерно дружество на Харвардския университет. HBR се публикува шест пъти годишно и е със седалище във Уотъртаун, Масачузетс.
Harvard Business Review се разпространява по цял свят на английски език и на още 13 езика.

## Ранна история
Harvard Business Review започва да излиза през 1922 г. като списание на Harvard Business School. HBR е предназначено да бъде нещо повече от обикновено училищно издание. HBR подчертава най-модерните технологии за управление, които са разработени в големи корпорации като Дженеръл Мотърс. През следващите три десетилетия списанието продължава да усъвършенства фокуса си върху общи въпроси на управлението, които засягат бизнес лидерите, като се счетоха за „списание за вземащите решения“. Известни статии, публикувани през този период, включват „Маркетингово късогледство“ на Теодор Левит и „Препятствия и пътища към комуникацията“ от Карл Роджърс и Фриц Дж. Ротелисбергер.

## 1980-те до 2009 г.
През 1980-те редактор на Harvard Business Review става Теодор Левит, който променя списанието, за да го направи по-достъпно за широката публика. Статиите са съкратени и обхватът на списанието е разширен, за да обхване по-широк кръг от теми. През 1994 г. Harvard Business School сформира Harvard Business Publishing (HBP) като независим субект. Между 2006 и 2008 г. HBP преминава през няколко реорганизации, но най-накрая се установи в трите групи, които се срещат на пазара: висше образование, което разпространява дела, статии и глави за книги за бизнес образование; Корпоративно обучение, което осигурява стандартизирани он-лайн и специализирани курсове за развитие на лидерски умения; и Harvard Business Review Group, която публикува Harvard Business Review списание и неговия уеб-колега (hbr.org) и публикува книги (Harvard Business Review Press).

## McKinsey Awards
От 1959 г. годишната награда на McKinsey за списанието е признала двете най-значими статии на Harvard Business Review, публикувани всяка година, както е определено от група независими съдии. Предишните победители включват Питър Ф. Друкер, който е удостоен седем пъти; Клейтън М. Кристенсен; Теодор Левит; Майкъл Портър; Розабет Мос Кантер; Джон Хагел III; и CK Prahalad.

## Книги на Harvard Business Review
Книгите от поредицата „Harvard Business Review“ предоставят информация, необходима на мениджъри и професионалисти, за да бъдат конкурентни в бързо променящия се свят.
- Преговори и решаване на конфликти
- Поверително от Харвард бизнес скул: Пътят към успеха
- Harvard Business Review за стратегическото обновление
- Harvard Business Review за Формирането на лидери
- Harvard Business Review за Управление на веригата за снабдяване